# Chiesa di Sant'Orsola (Conegliano)
La chiesa di Sant'Orsola è un edificio sacro di Conegliano, in provincia di Treviso e diocesi di Vittorio Veneto; posta sulla cima del Colle di Giano, è parte del complesso del castello. E ciò che rimane dell'antico Duomo della città (da non confondere con l'attuale Duomo di Conegliano).

## Storia

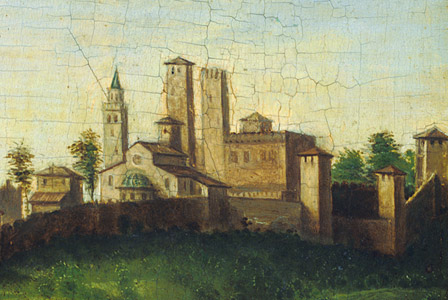
Particolare del quadro di Sant'Elena di Cima, con la possibile ricostruzione di com'era l'attuale chiesa di Sant'Orsola sul finire del XV secolo

Antichissima (il nucleo risale al XII secolo), la chiesa è oggi ciò che resta di quello che fu, fino al 1757, il Duomo di San Leonardo. Il vecchio duomo doveva essere una chiesa molto più grande e fastosa di ciò che oggi si vede: Sant'Orsola altro non è che la parte terminale di San Leonardo, coro e abside, mentre nulla è rimasto del corpo principale del vecchio edificio. 
Una memoria storica di come poteva essere questa chiesa ci viene dal dipinto di Sant'Elena che Cima da Conegliano dipinse circa nel 1495.
La chiesa è stata restaurata negli anni 2000 dal Comune (attuale proprietario della struttura), dopo aver passato anni di lungo degrado.

## Descrizione
L'attuale facciata a capanna guarda sulla piazza del Castello, dalla quale la dividono un intimo sagrato erboso e un cancello. Essa, essendo il riempimento dell'arcone che conduceva al coro di San Leonardo, si presenta con le due principali aperture inscritte in esso: il portale rettangolare e, sopra una finestra a mezza luna. In alto, al di fuori del perimetro dell'arcone, la terza apertura è un minuscolo rosone.
Sul lato sinistro, sporgenti verso la piazza del Castello, sopravvivono il campanile romanico con bifore a tutto sesto contenenti ciascuna una colonnina tuscanica, e una piccola cappella laterale. Il campanile contiene ancora oggi una campana (una volta erano quattro, ma tre di esse sono state donate alla Parrocchia di Campolongo.
Gli interni dovevano essere ricchi di affreschi presumibilmente cinquecenteschi, dei quali qualche traccia è emersa nella parte absidale durante gli ultimi restauri.